# Кірімов Іван Захарович
Іва́н Заха́рович Кірі́мов (нар. 21 січня 1943, село Рижавка, Жмеринський район, Вінницька область) — український політик та журналіст. Народний депутат України 2-го та 3-го скликань. Голова Іванківської районної державної адміністрації (з березня 2005 до лютого 2007). Член партії ВО «Батьківщина» (був головою Київської обласної організації).

## Біографія
Народився в сім'ї колгоспників. Українець. Після закінчення Потоцької середньої школи здобув освіту філолога. Учителював, служив у ВМФ СРСР, працював журналістом, військовим перекладачем, лектором РКПУ, головою Іванківської селищної ради.
З березня 1998 по квітень 2002 — Народний депутат України 3-го скликання, обраний двічі.

## Різне
Автор поетичних збірок: «І радість, і сум» (1997), «Коли на серце, як на луг» (1997), «Збираю по перлині» (1998), «Осінні гомони» (1999), «Мене втіша пелюстка свічки» (2001), «Як на чоло…» (2001), «Гаванські ночі» (2001).
Володіє англійською, французькою, іспанською, італійською, польською та азербайджанською мовами.
Захоплюється історією, краєзнавством, археологією та народною медициною.

## Нагороди та звання
- Заслужений журналіст України (1997)[5]